# Atethmia
Atethmia är ett släkte av fjärilar. Atethmia ingår i familjen nattflyn, Noctuidae.

## Dottertaxa tillAtethmia, i alfabetisk ordning[1][2]
- Atethmia algirica (Culot, 1914)
- Atethmia ambusta ( [Denis & Schiffermüller] , 1775)
  - Atethmia ambusta rubens (Staudinger, 1901)
  - Atethmia ambusta syriaca Osthelder, 1933
- Atethmia centrago (Haworth, 1809), Tvärbandat gulvingsfly
  - Atethmia centrago borjomensis Romanoff, 1885
- Atethmia obscura Osthelder, 1933

## Bildgalleri

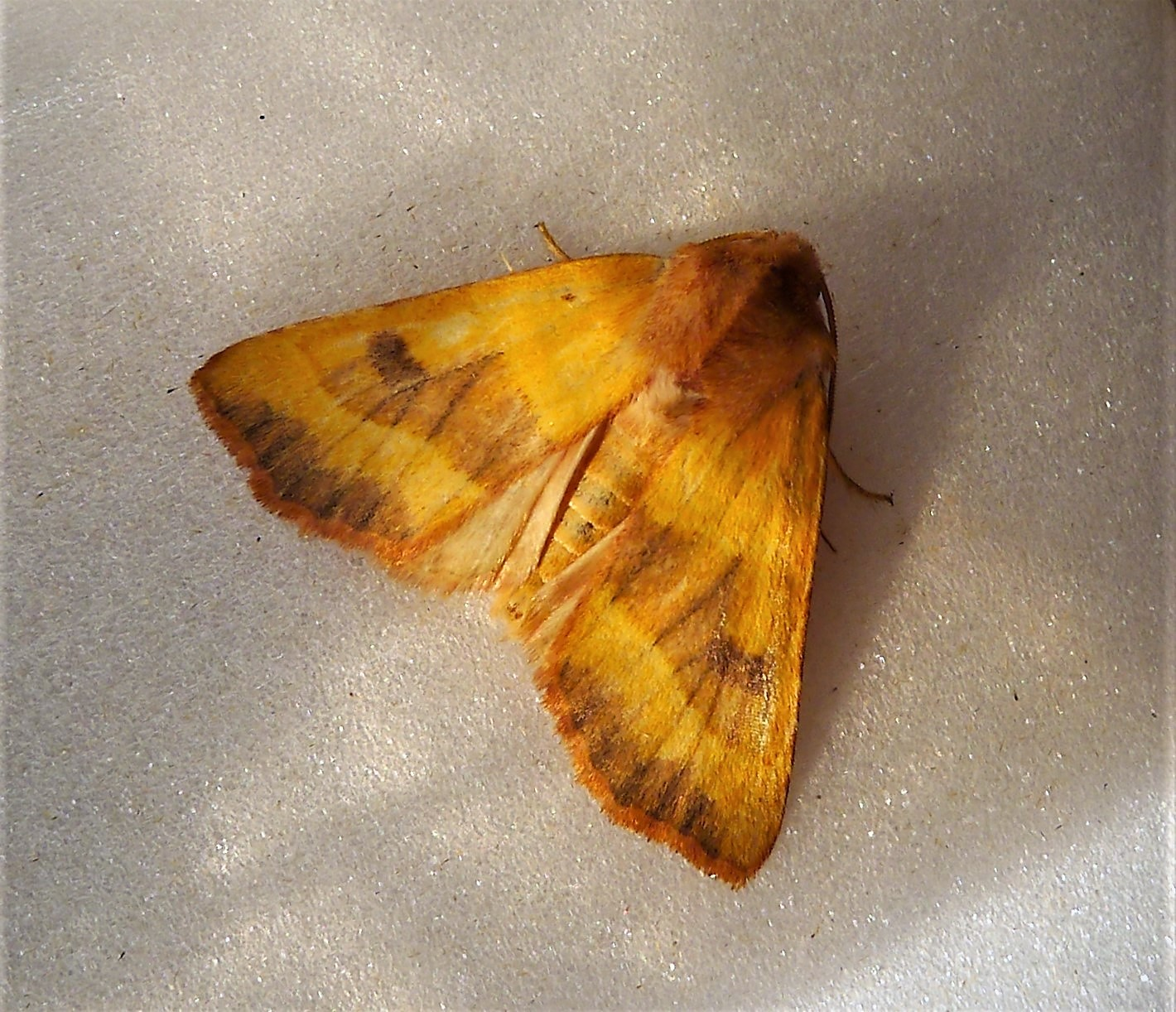
Tvärbandat gulvingsfly, Atethmia centrago
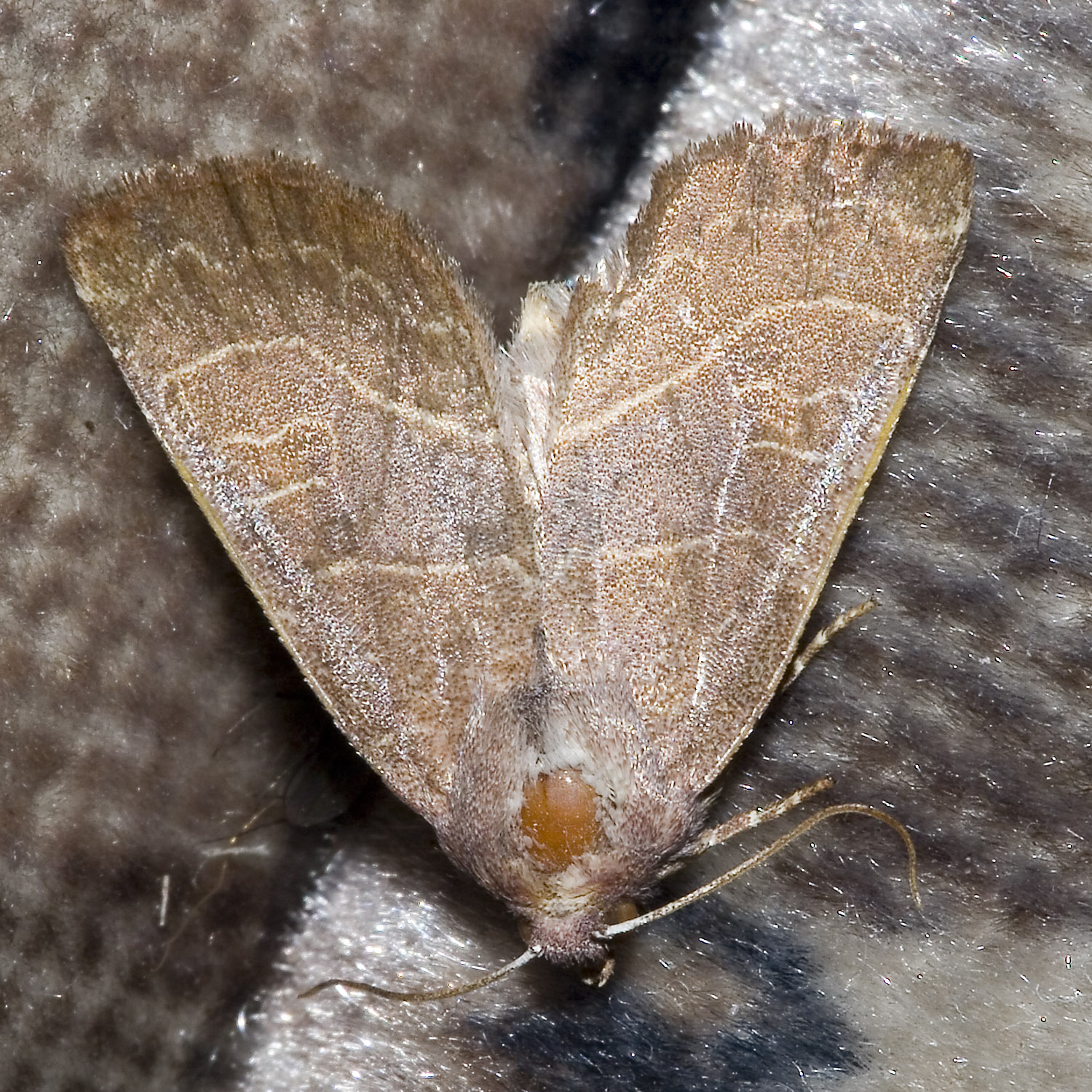
Atethmia ambusta